# Мала Каратуль
Мала́ Карату́ль — село в Україні, у Ташанській сільській громаді Бориспільського району Київської області. Населення становить 323 особи (470 осіб (за переписом 2001).

## В складі Ташанської сільської громади
Малокаратульська сільська рада увійшла до Ташанської громади у 2019 році. У 2021 році в селі було капітально відремонтовано провулок Переяславський. Малокаратульський заклад І-ІІ ступенів був понижений до початкової школи, але був проведений ремонт початкових класів, замінено частину вікон. У ФАПі був встановлений новий котел. 
У 2022 році розпочато будівництво насіннєвого заводу ТОВ "Ерідон", та відкрито роботизовану молочно-товарну ферму ПП "Євросем". Придбано телевізор та ковдри для дитсадка, хлопчики-пішоходи біля початкової школи, лінолеум та двері для школи. У початковій школі встановлено пожежну сигналізацію та оброблено горище.
У ФАПі проведений косметичний ремонт.
У 2023 році заплановано ремонт першого поверху початкової школи.
Проведено поточні ремонти вулиць Центральна та Польова.

## Етимологія назви
За однією з версій село було засновано тюркськими племенами — чорними клобуками, про що свідчить назва села (з тюрського: кара — чорний; туль — клобук(шапка)).

## Історія
У переказах згадується назва поселення, заснованого в період Київської Русі (середина ХІ ст.). За даними 1859 року село є «власницьким та козачим»; дворів — 158; населення — 822 особи (ч. — 410, ж. — 412); у селі діє православна церква.
З 1779 року діє Вознесенська церква
Є на мапі 1800 року
В селі народився в 1886 році український художник Панас Ярмоленко.
1910 - село Переяславської волості Переяславського повіту Полтавської губернії, 251 господарство, 1429 осіб обох статей з найманими робітниками.
У селі Мала Каратуль у 1926 році було 264 двори та 1556 жителів. У 1929 році створений колгосп ім. Кірова. Під час примусової колективізації розкуркулено 9 сімей. Загальна кількість померлих від голоду в селі Мала Каратуль — 600 чол., з них поіменно встановлено 357 чол. Померлих від голоду в 1932—1933 роках поховано на сільському кладовищі. 9 травня 1994 року за ініціативою сільської ради на кладовищі встановлено дерев'яний хрест з написом: «Жертвам Голодомору 1932—1933 років».

## Населення

### Мова
Розподіл населення за рідною мовою за даними перепису 2001 року:
| Мова       | Кількість | Відсоток |
| ---------- | --------- | -------- |
| українська | 460       | 97.87%   |
| російська  | 10        | 2.13%    |
| Усього     | 470       | 100%     |